# Ameerega pongoensis
Ameerega pongoensis е вид земноводно от семейство Дърволази (Dendrobatidae). Видът е световно застрашен, със статут Уязвим.

## Разпространение
Разпространен е в Перу.